# Трещина заднего прохода
Тре́щина за́днего прохо́да челове́ка (Ана́льная тре́щина) — спонтанно возникающий линейный или эллипсовидный продольный разрыв (дефект, рана или язва) слизистой оболочки заднепроходного (анального) канала человека, характеризующийся резкой болезненностью во время и после дефекации, эпизодически скудными примесями крови в кале. Является одним из самых распространённых проктологических заболеваний. По частоте уступает только геморрою.
Чаще всего трещина располагается по средней линии, по задней полуокружности заднего прохода (при положении больного на спине). Анальная трещина может появиться в любом возрасте, но более характерна для молодых людей. Развивается чаще всего у женщин молодого и среднего возраста. Часто трещины возникают без видимых причин, но могут появляться и из-за частого стула, диареи или запоров, при прохождении через задний проход твёрдого кала или при анальном сексе.

## Классификация трещин

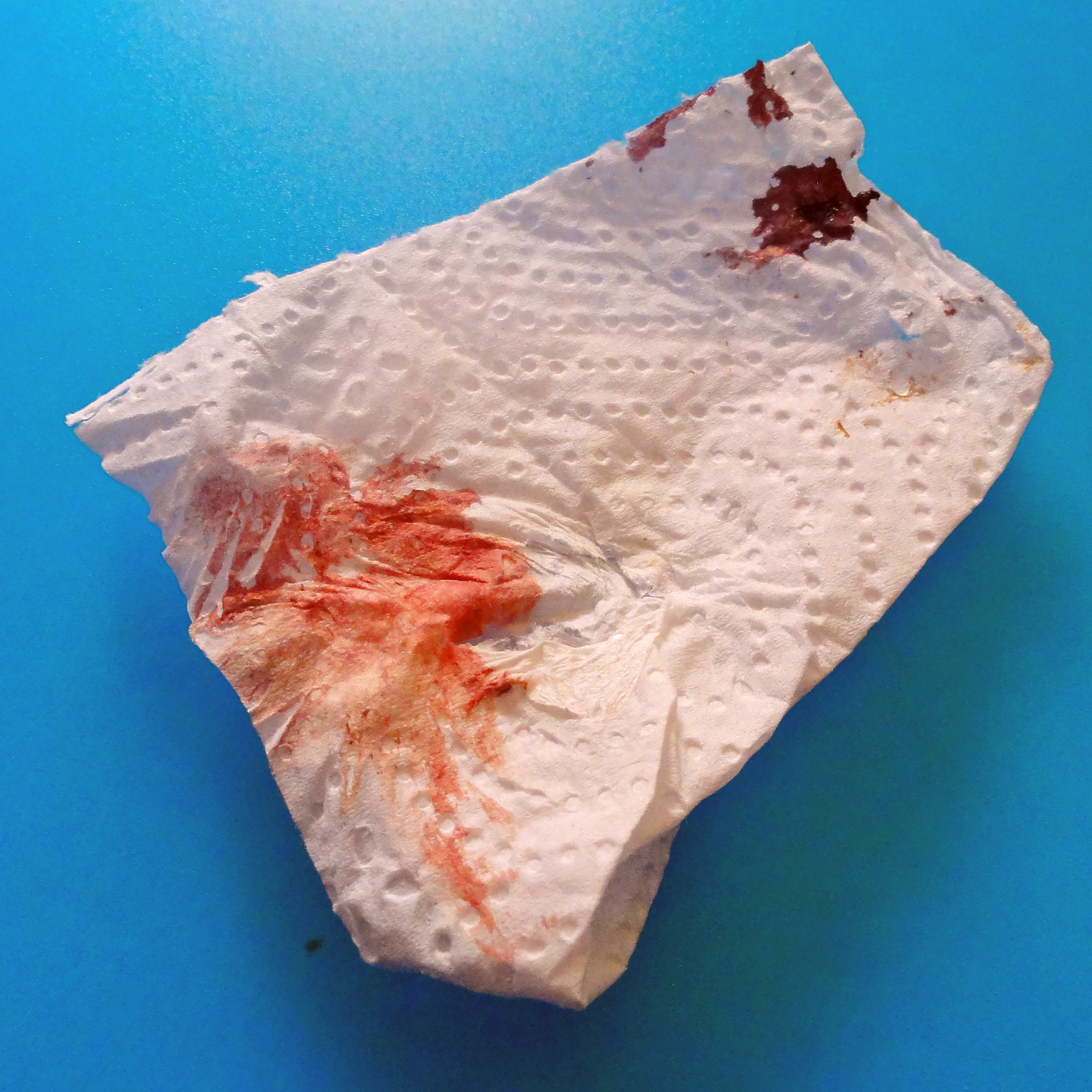
Туалетная бумага после дефекации с алыми пятнами крови при трещине заднего прохода вызванной прохождением твёрдых сухих каловых масс после длительного употребления острой пищи 50-летним мужчиной; следует немедленно обратиться к хирургу во избежание развития анемии или геморроя.

### По характеру клинического течения
По характеру клинического течения различают следующие анальные трещины:
- Острые трещины — обычно появляются после эпизода запора или диареи и самостоятельно заживают при нормализации стула.
- Хронические трещины — присутствуют более одного месяца, сопровождаются признаками хронического процесса (приподнятые каллезные края, обнажённая мышца сфинктера, сторожевой бугорок, гипертрофированная анальная бахромка).

Острые трещины заживают у 40-60 % больных при нормализации стула. Если этого не происходит, они могут стать хроническими в результате формирования порочного круга: в ответ на боль увеличивается тонус внутреннего анального сфинктера, то есть его спазм. За счёт повышенного давления трещина «скрывается» за складками анального канала и поэтому не может очищаться, что, в свою очередь, приводит к воспалению, боли и опять-таки усилению спазма сфинктера и т. д.

### По локализации
По локализации различают следующие анальные трещины:
- Задняя трещина — трещина, расположенная на задней стенке анального канала.
- Передняя трещина — трещина, расположенная на передней стенке анального канала.
- «Зеркальная» трещина — трещина, содружественно расположенная на задней и передней стенках анального канала.

### По длительности существования
По длительности существования различают следующие анальные трещины:
- Каллезная трещина — длительно существующая трещина с плотными омозолелыми краями.

## Причины возникновения
Этиология заболевания связана с повышенным тонусом сфинктера.
Основными причинами возникновения анальных трещин являются:
- Натирание туалетной бумагой при сильном трении.
- Травма слизистой оболочки заднепроходного (анального) канала, возникающая при прохождении твёрдых сухих каловых масс во время запоров. Длительное растяжение анального канала приводит к травматическому повреждению его задней стенки, особенно у мужчин. Эта зона анального канала имеет анатомические предпосылки к образованию трещин, поскольку здесь сходятся мышцы анального жома. У женщин слабым местом анального канала является его передняя часть, где как бы сходятся вульва, влагалище и центр промежности. Поэтому трещины в передней части анального канала чаще встречаются у женщин. На боковых стенках анального канала трещины возникают редко[3].
- Диарея и воспалительные процессы аноректальной области[2].
- Роды (надрывы слизистой оболочки анального канала во время потуг и родов непосредственно).
- Поднятие тяжестей (анальный канал может травмироваться из-за резко возросшего в прямой кишке давления), избыточное напряжение или спазм анального сфинктера, рубцовые или другие процессы[2].
- Повреждения слизистой оболочки заднего прохода предметами извне (это могут быть клизмы, различные медицинские инструменты, игрушки для взрослых).
- Анальный секс и/или анальная стимуляция[5].
- Нарушение работы сердечно-сосудистой системы и связанные с ней заболевания (застойные явления в области малого таза и прямой кишки, тромбофлебит, геморрой, облитерирующий атеросклероз, аневризмы, васкулиты и др.).
- Хронические заболевания верхних отделов желудочно-кишечного тракта (гастриты, холециститы, язва желудка, язва двенадцатиперстной кишки).
- Злоупотребление алкогольными напитками

и другие.

## Симптомы
- Острая режущая боль в заднем проходе, обычно во время или после дефекации. Боль прекращается после опорожнения прямой кишки, но иногда спазм сфинктера заднего прохода может длиться несколько часов после этого, или быть постоянным. При хронической анальной трещине боль носит длительный характер, усиливается не только после стула, но и при длительном вынужденном положении. У пациентов появляется такой симптом, как «стулобоязнь». Пациенты всё чаще начинают прибегать к различным слабительным средствам, клизмам, становятся раздражительными, у них появляется бессонница[1][2][3].
- Кровотечение из заднего прохода, обычно не очень выраженное, в виде следов крови на нижнем белье больного и туалетной бумаге, а также на поверхности кала. Однако, при острой анальной трещине кровотечение может быть довольно сильным и литься струёй, что является опасным для жизни и может привести к анемии.
- Зуд в области заднего прохода.

## Лечение
Лечение трещины заднего прохода имеет целью достижение нормального регулярного стула и снижение тонуса сфинктера.

### Консервативное (нехирургическое) лечение
Консервативное (нехирургическое) лечение показано при острой анальной трещине.
Нехирургические способы лечения анальной трещины:
- Нормализация режима дефекации путём включения в рацион больного пищи, богатой неперевариваемыми пищевыми волокнами (клетчаткой), применения средств, смягчающих кал, обильного питья для того, чтобы предотвратить запоры и стимулировать продвижение кала по кишечнику. При запорах рекомендованы слабительные препараты на основе лактулозы — «Дюфалак», «Нормазе», «Прелакс», «Форлакс» и др. Из ректальных суппозиториев при острых анальных трещинах используют «Анузол», «Неоанузол», «Ультрапрокт». Хорошо зарекомендовала себя в их лечении мазь «Ауробин».
- Тёплые сидячие ванночки в течение 10-20 минут несколько раз в день помогают пациенту снять излишнее напряжение мышц анального сфинктера и расслабить его, а также обеспечивают гигиенический режим. В отдельных случаях требуется использование специальных заживляющих кремов.
- Диетотерапия. Исключить из рациона питания острые блюда и специи, а также алкогольные напитки. Большую роль в регулировании стула играет клетчатка: варёная свёкла, курага, чернослив и прочее, она устраняет явления запора и усиливает перистальтику кишечника, разрыхляя и размягчая каловые массы.
- Медикаментозные средства, снимающие спазм внутреннего анального сфинктера:
  - 0,2 % нитроглицериновая мазь местно (количество мази, помещающееся на кончике пальца, наносят на область заднего прохода дважды в день): вероятность заживления трещины в течение 4-8 недель — 40-60 %; побочные эффекты: головная боль (в частности, в начале лечения, может быть купирована парацетамолом), тахикардия. Противопоказан при приёме виагры (силденафила): риск злокачественной аритмии.
  - 2 % мазь с дилтиаземом или 0,3 % с нифедипином: аппликации два или три раза в день на перианальную кожу; частота излечения такая же как при нитроглицериновой мази, меньше головная боль, но может вызывать большее раздражение.
  - Свечи метилурацила утром и натальсида вечером, а также таблетки метилурацила 4 раза в день после еды.
  - Инъекция ботокса во внутренний сфинктер: местная дезинфекция и инъекция 10-20 единиц ботулинотоксина А (суспензия в 1 мл 0,9 % раствора NaCl) непосредственно во внутренний анальный сфинктер на каждую из сторон (общее количество: 20-40 единиц). Ожидаемая вероятность излечения трещины в течение 6-12 недель — 80-85 %.

### Хирургическое лечение
Хирургическое лечение показано при хронической анальной трещине. Обычно при этом заболевании выполняют иссечение участка слизистой анального канала и сфинктеротомию, суть которой состоит в том, что производится рассечение небольшой части внутреннего анального сфинктера. Это вмешательство приводит к расслаблению сфинктера, снимает болевой синдром в течение нескольких дней и создаёт условия для заживления. Полное заживление наступает через несколько недель. Пересечение этой мышцы обычно не приводит к нарушению держания кала и не увеличивает пребывание больного в стационаре.

## Профилактика
Для предупреждения заболевания и чтобы избежать покупку различных лекарств от геморроя, рекомендуется сначала выполнить следующие советы:
- гигиена заднего прохода;
- после дефекации подмывание холодной водой;
- полный отказ от жирной, мучной и острой пищи;
- включение в рацион слабящих продуктов;
- использование мягкой туалетной бумаги;
- после испражнений применение марганцовых ванночек.

Только специалист может, учитывая состояние организма пациента, степень развития заболевания, прописать необходимый препарат. Все лекарства имеют свои противопоказания, показания, особенный состав. Поэтому, какие из них лучше использовать для лечения, должен решать только специалист.